# Robert Bell (football américain)
Pour les articles homonymes, voir Robert Bell et Bell.
Robert Bell (né à Grand Rapids) est un joueur américain de football américain. Il joue actuellement avec les Rockets de Toledo, équipe de l'université de Toledo.

## Carrière

### Université
Bell entre à l'université de Toledo et commence à jouer dans l'équipe de football américain des Rockets en 2009. Lors de sa première saison en NCAA, il intercepte sa première passe et fait douze tacles. La saison suivante, il fait dix tacles.